# Mesocyclops americanus
Mesocyclops americanus är en kräftdjursart som beskrevs av Dussart 1985. Mesocyclops americanus ingår i släktet Mesocyclops och familjen Cyclopidae. Inga underarter finns listade i Catalogue of Life.